# Aszkelon
Aszkelonⓘ (hebr. ‏אֲשְׁקֶלוֹן‎; arab. ‏ٲشكلون‎, również عسقلان) – miasto położone w Dystrykcie Południowym w Izraelu.

## Położenie
Leży na wybrzeżu Morza Śródziemnego w odległości 31 km na południe od Tel Awiwu, w otoczeniu kibuców Zikim, Karmijja i Niccanim, moszawów Mawki’im, Ge’a, Maszen, Berechja i Nir Jisra’el, oraz wiosek Bat Hadar, Kefar Silwer i Niccan. Jest to ważny port morski i ośrodek przemysłowy Izraela.

## Historia

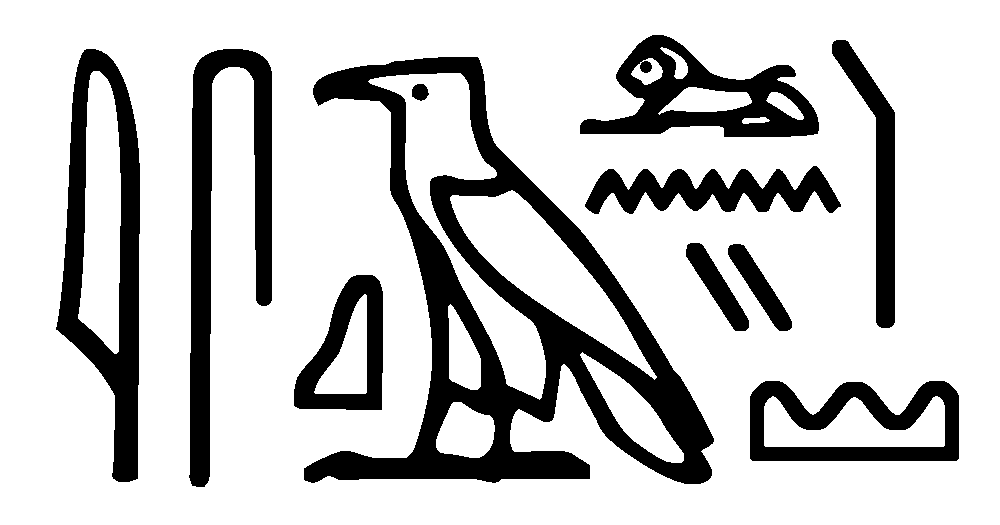
Aszkelon (yskeluni) wymieniony na Steli Merenptaha

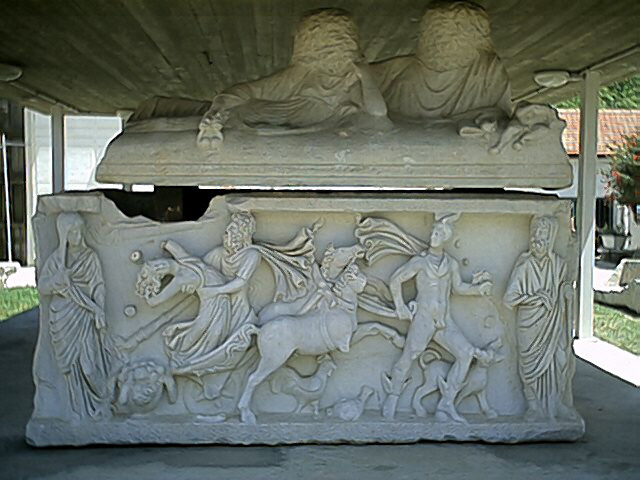
Starożytny sarkofag znaleziony w Aszkelonie

Badania archeologiczne odkryły w tym miejscu pozostałości starożytnego miasta z okresu przed-kananejskiego (około XXX wiek p.n.e.). Prawdopodobnie miasto liczyło około 15 tys. mieszkańców, posiadało dobre zaopatrzenie w wodę i było bronione przez mury obronne o długości 2,4 km, wysokości 15 m i grubości 50 m. W epoce brązu (XXV–X wiek p.n.e.) miasto było ważnym portem morskim i kwitnącym ośrodkiem handlowo-rzemieślniczym, zajmującym powierzchnię ponad 150 akrów. Znajdowała się tutaj najstarsza na świecie brama łukowa, której pozostałości zachowały się do czasów współczesnych. W mieście oddawano cześć kananejskim bogom El i Baalowi. listy z Amarny z 1350 p.n.e. do egipskiego faraona wymieniają Aszkelon, którego władczynią była wówczas Yidya.
W 1150 p.n.e. kananejski Aszkelon zdobyli Filistyni, którzy rozbudowali to miasto portowe. Było to jedno z pięciu filistyńskich miast należących do tzw. Pentapolis (Gaza, Ekron, Aszdod, Aszkelon i Gat). Aszkelon pozostawał w ciągłych sporach z Królestwem Izraela i później z Królestwem Judy. W 604 p.n.e. Aszkelon został zdobyty i zniszczony przez wojska babilońskie Nabuchodonozora II. Ludność miasta została wysiedlona i zakończyła się w ten sposób era Filistynów.
Aszkelon został szybko odbudowany i w okresie hellenistycznym był to ważny port morski. Podczas powstania Machabeuszy Aszkelon znalazł się strefie żydowskich wpływów, nie wszedł jednak w granice państwa Machabeuszy. Pomimo to, w I wieku p.n.e. rabin Szymon ben Schetach skazał na śmierć w Aszkelonie 80 kobiet, które oskarżono o czary. Później, krewni kobiet zemścili się, nakłaniając fałszywych świadków do złożenia oskarżeń przeciwko synowi rabina Szymona, co doprowadziło do skazania go.
Prawdopodobnie w Aszkelonie urodził się król Herod Wielki, który rozbudował miasto. Powstały wówczas łaźnie miejskie, fontanny publiczne i duże kolumnady. Herod Wielki finansował tak duże prace budowlane w Aszkelonie, pomimo faktu, że miasto nie wchodziło w skład jego królestwa.

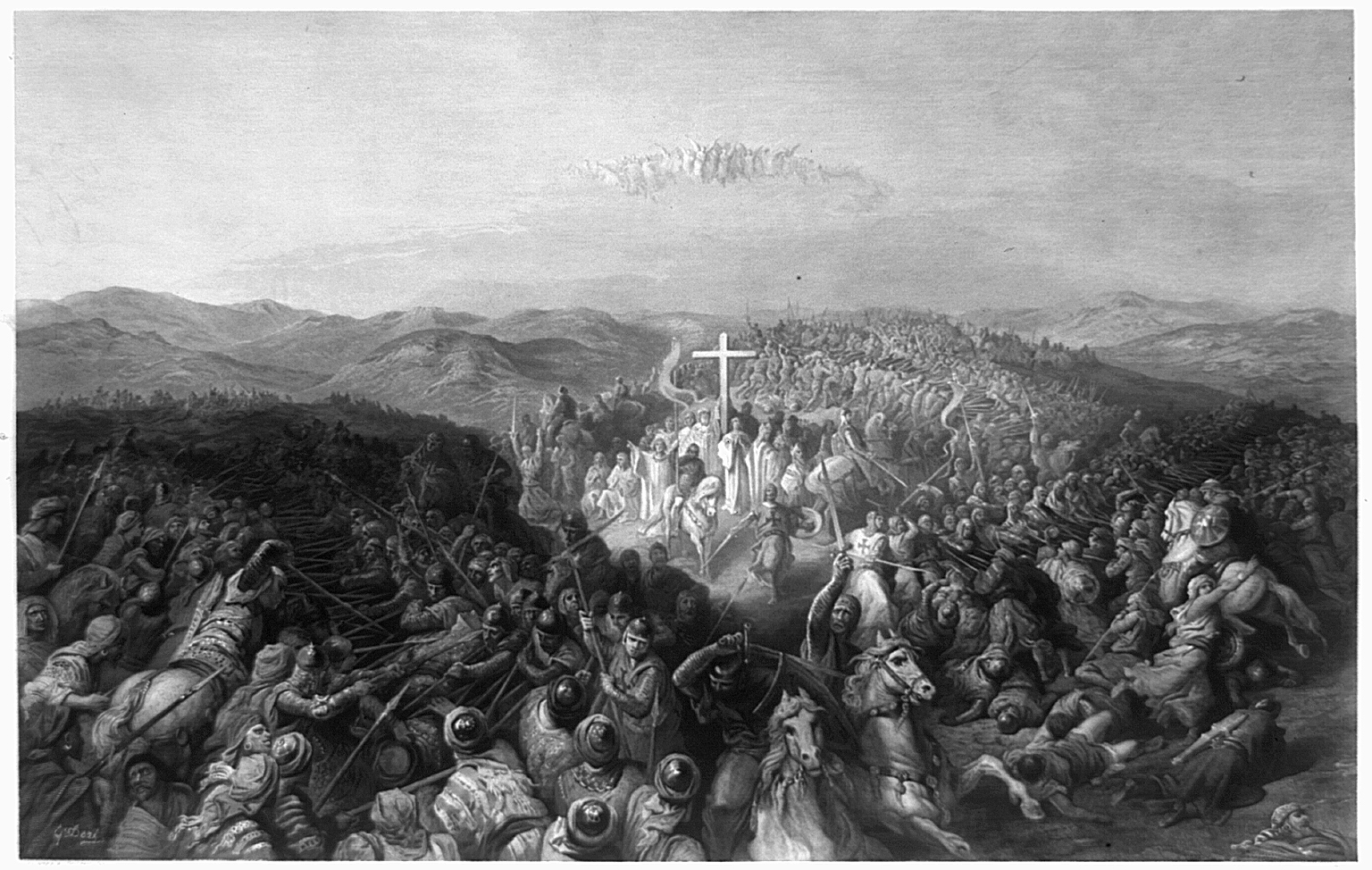
Bitwa pod Aszkelonem – 1099

W 640 Aszkelon zajęli Arabowie. Podczas I wyprawy krzyżowej po zdobyciu Jerozolimy w 1099, wojska muzułmańskie ruszyły z odsieczą z Egiptu. Doszło wówczas do bitwy pod Aszkelonem, w której krzyżowcy pokonali muzułmanów. Samo miasto nie zostało jednak zdobyte przez krzyżowców, z powodu wewnętrznych sporów jakie wybuchły w ich szeregach.
Ponieważ Aszkelon zajmował strategiczne miejsce pomiędzy Królestwem Jerozolimskim a Kalifatem Fatymidów, Arabowie pośpiesznie ufortyfikowali miasto, budując wokół niego 53 wieże obronne. Była to najważniejsza twierdza graniczna Fatymidów. Była ona wykorzystywana do nieustannych najazdów na Królestwo Jerozolimskie. Z tego powodu, podczas II wyprawy krzyżowej król Baldwin III Jerozolimski po 5-miesięcznym oblężeniu zdobył w 1153 Aszkelon. Miasto nazwano Askalon i dołączono do Hrabstwa Jafy, które zmieniło wówczas nazwę na Hrabstwo Jafy i Askalonu.
W 1187 muzułmański władca Saladyn, po pokonaniu wojsk krzyżowców w bitwie pod Hittin, zdobył i doszczętnie zniszczył Askalon. Na jego ruinach król Anglii Ryszard I Lwie Serce wybudował na nową cytadelę. W latach 1240–1241 była ona rozbudowywana, jednak w 1247 została zdobyta przez Arabów. W 1270 sułtan Bajbars nakazał całkowicie zniszczyć miasto Askalon i zasypać miejscowy port. W efekcie miejsce to zostało opuszczone przez swoich mieszkańców i przez długie lata pozostawało opuszczone.

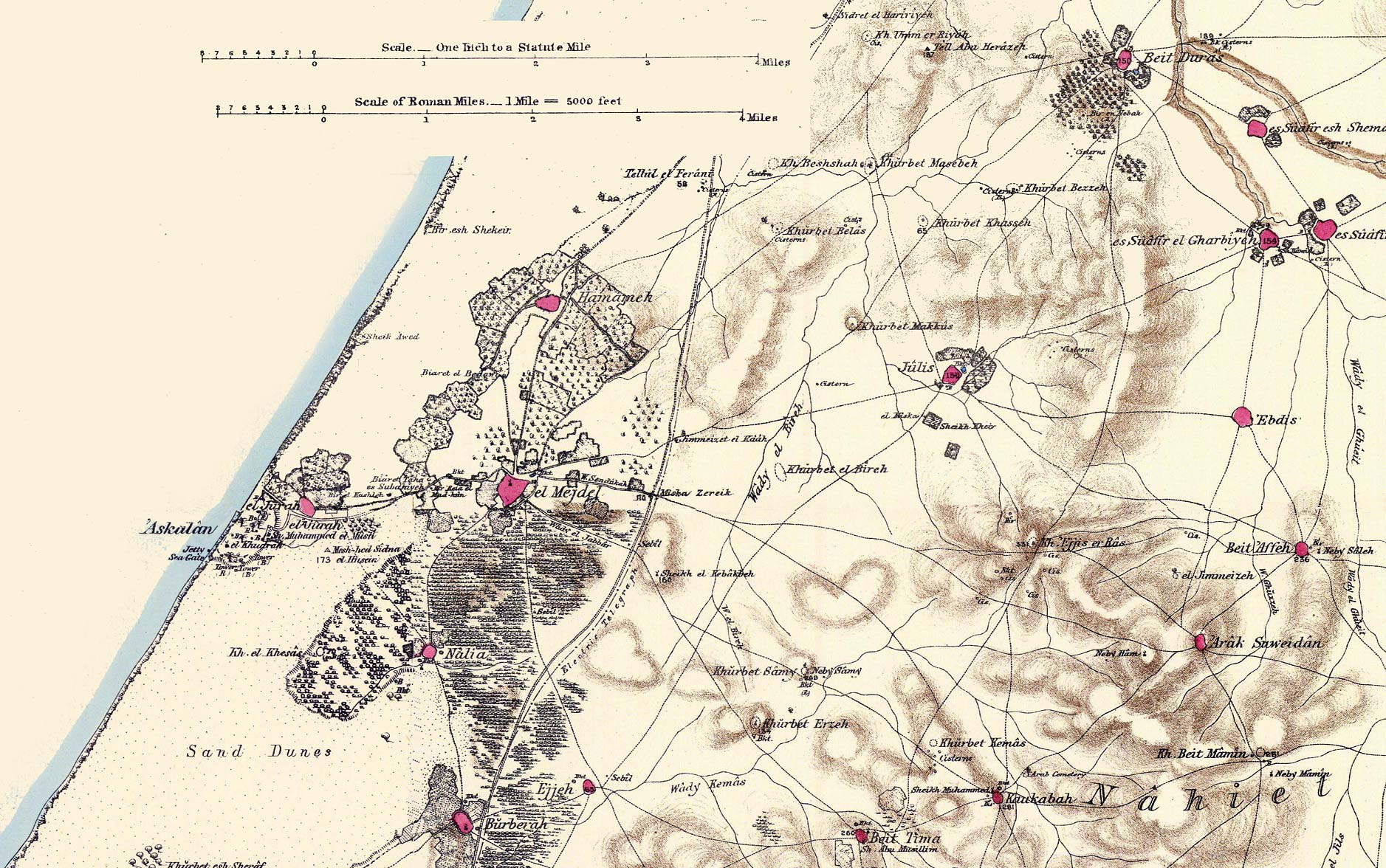
Mapa okolic Aszkelonu z około 1870

Dopiero w XVI wieku w miejscu tym powstała arabska wieś al-Majdal (arab. ‏المجدل‎, hebr. ‏אל-מג'דל‎). Wioska szybko rozwijała się i w 1596 była szóstą osadą Palestyny pod względem liczebności populacji (2795 mieszkańców). Na przełomie XIX–XX wieku rozwinął się tutaj przemysł tkacki.
Region al-Majdal przeszedł pod kontrolę brytyjską podczas I wojny światowej. 9 listopada 1917 miasto zajęli żołnierze brytyjscy. Zgodnie ze spisem ludności przeprowadzonym w Mandacie Palestyny w 1922, w al-Majdal żyło 5100 mieszkańców oraz 1326 w sąsiedniej wiosce Jora. Brytyjczycy wybudowali tutaj duży budynek policji, nazwany „Tiggert” (obecnie służy jako więzienie) oraz nadbrzeżną strażnicę policyjną, której zadaniem było chronienie przed nielegalną imigracją żydowską napływającą do Palestyny.
Podczas I wojny izraelsko-arabskiej w 1948 miasto zajęły na kilka miesięcy wojska egipskie. Miasto było kilkakrotnie bombardowane i znajdowało się pod ostrzałem. 4 listopada 1948 wojska izraelskie przeprowadziły ofensywę i zajęły al-Majdal. W obawie przed pogromami uciekło wówczas ponad 1 tys. mieszkańców. Generał Jigal Allon opowiedział się za deportacją pozostałych Arabów z miasta, jednak lokalni dowódcy izraelskich oddziałów nie wykonali tych zaleceń i arabska populacja al-Majdal szybko odbudowała się do poziomu około 2 tys. mieszkańców. Przez około rok żyli oni w zamkniętej strefie wojskowej, a w tym czasie trwała tajna debata nad ich dalszym losem. Generał Mosze Dajan i premier Dawid Ben Gurion opowiedzieli się za deportacją wszystkich Arabów z miasta, jednak lewicowa partia Mapam oraz związek zawodowy Histadrut sprzeciwiły się temu. Ostatecznie rząd Izraela zdecydował, że Arabowie powinni wyjechać. Należało jednak to zrobić w ten sposób, aby decyzję o wyjeździe podejmowali oni dobrowolnie i w ten sposób nie powodować dodatkowego nacisku na państwo Izrael ze strony międzynarodowych organizacji humanitarnych. Polityka zachęcania do wyjazdu obejmowała między innymi sprzedaż walut po bardzo korzystnych kursach. Dodatkowo rozpoczęła się kampania zastraszania, połączona z antyarabską propagandą i nocnymi napadami. 17 sierpnia 1950 mieszkańcy al-Majdal zgodzili się na wyjechanie i kolumną samochodów ciężarowych zostali przewiezieni do egipskiej Strefy Gazy, gdzie dołączyli do innych palestyńskich uchodźców. Przed październikiem 1950 w al-Majdal pozostało jedynie 20 arabskich rodzin, z których większość wyprowadziła się później do Gazy lub Lod.
Izraelski rząd już w czerwcu 1949 uznał al-Majdal za odpowiednie miejsce do utworzenia miasta dla około 20 tys. mieszkańców. W lipcu 1949 zaczęli się tutaj osiedlać pierwsi żydowscy imigranci z krajów arabskich, z Polski i z Rumunii oraz zdemobilizowani izraelscy żołnierze. Najczęściej zajmowali oni opuszczone arabskie domy i uczestniczyli w kampanii zachęcającej wszystkich Arabów do opuszczenia al-Majdal. W grudniu 1949 w mieście żyło już 2,5 tys. Żydów.
W 1949 zmieniono nazwę miasta na Migdal Gaza, a następnie na Migdal Gad i Migdal Aszkelon. W 1953 do miasta przyłączono sąsiednią wieś Afridar i całość nazwano Aszkelon. W 1961 miasto znajdowało się na 16. miejscu wśród izraelskich miast uszeregowanych pod względem liczby ludności, z populacją na poziomie 24 tys. mieszkańców. W tym roku otworzono Szpital Aszkelon, później nazwany Centrum Medyczne Barzilai (na cześć ministra zdrowia Israel Barzilai).
W 1968 roku odbyło się oficjalne otwarcie portu Aszkelon. Port powstał przy elektrowni, w odległości około 2 km na południowy zachód od miasta Aszkelon. Operatorem portu zostało przedsiębiorstwo Eilat-Ashkelon Pipeline Company Ltd.
12 marca 2008 na miasto spadły rakiety wystrzelone ze Strefy Gazy przez palestyńską organizację terrorystyczną Hamas. W ataku rannych zostało 7 osób. Od tamtej pory co jakiś czas na Aszkelon spadają palestyńskie rakiety, powodując znaczne szkody materialne. Burmistrz Roni Mahatzri oświadczył, że „jest to stan wojny, bo nie ma żadnej innej definicji dla tego. Jeżeli będzie to trwało tydzień lub dwa, możemy poczekać, ale nie mamy zamiaru pozwalać aby stało się naszą codziennością”.

## Demografia
Zgodnie z danymi Izraelskiego Centrum Danych Statystycznych z 2008 roku w mieście żyło 109,5 tys. mieszkańców.
Populacja miasta pod względem wieku:
| Wiek (w latach) | Procent populacji |
| --------------- | ----------------- |
| 0–4             | 7,7%              |
| 5–9             | 7,8%              |
| 10–14           | 7,8%              |
| 15–19           | 7,5%              |
| 20–29           | 15,4%             |
| 30–44           | 17,9%             |
| 45–59           | 18,2%             |
| ponad 60        | 17,7%             |

Źródło danych: Central Bureau of Statistics.
W Aszkelonie znajdują się następujące osiedla mieszkaniowe: Ramat Kramim, Barne’a, Neot Barne’a, Afridar, Ashkelon City, Eshkolei Paz, District Center, Neve Hahadarim, Neve Dkalim, Kohav Ha-Tsofon, Ramat Eshkol, Migdal, Neve Ilan, Neot Ashkelon, Giv’at Tsiyon, Giv’at Ha-Perahim, Havradim Garden, Agamim, Shikmim, Jabotinsky, Neve Alonim, Neve Yam i Golda.

## Edukacja

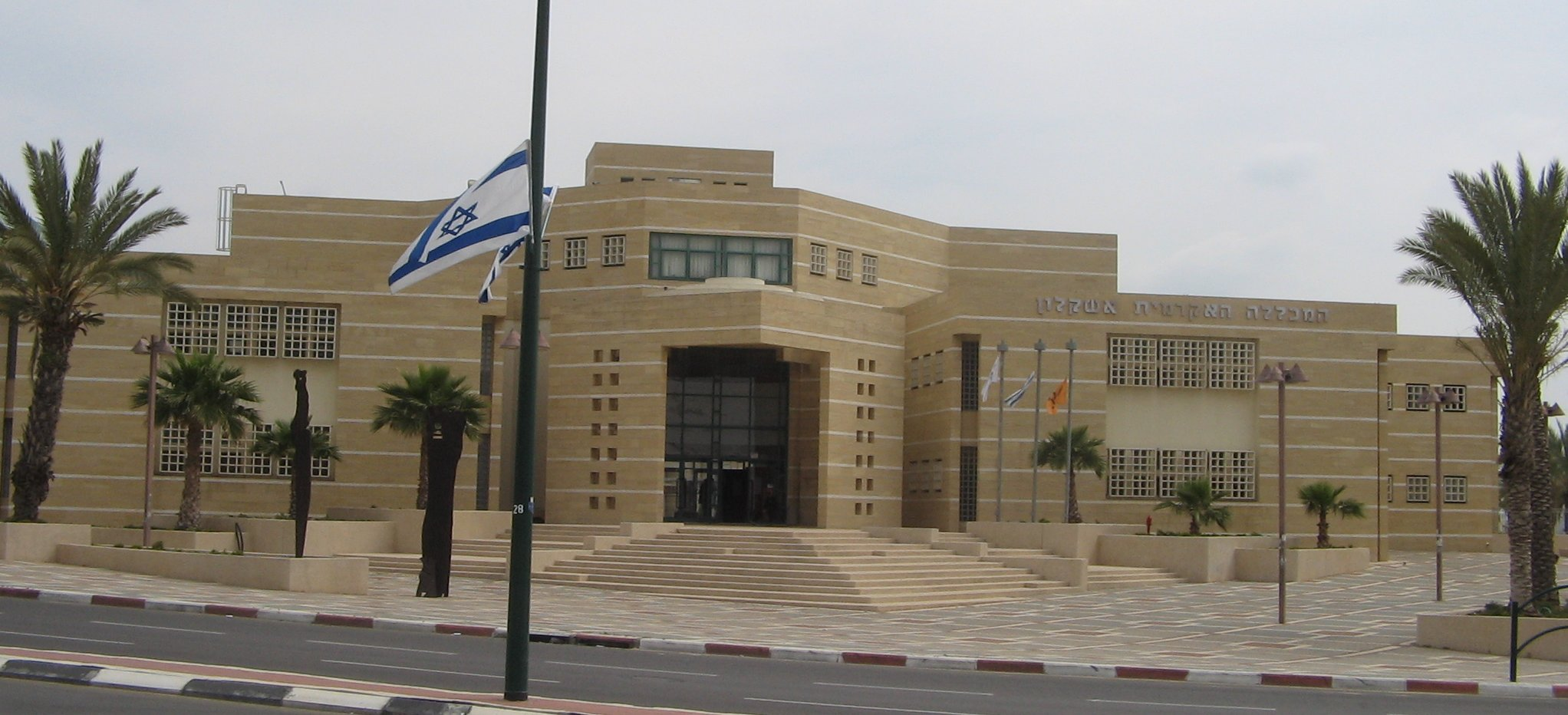
Ashkelon Academic College

W Aszkelonie znajduje się 31 szkół podstawowych i 10 średnich.
Naukę można kontynuować w tutejszym Ashkelon College, który jest filią Uniwersytetu Bar-Ilana z Ramat Ganu. Uczęszcza do niego 6 tys. studentów, którzy mogą kształcić się na kierunkach: edukacja, kryminologia, nauki społeczne, ekonomia i zarządzanie.
Z uczelni religijnych w Aszkelonie są Or Haya Chabad School, Sinai Religious School, Neve Zion, Uziel, Tsviya High School Yeshiva i Talmud Tora Pele Yoets.

## Kultura
Aszkelon jest znany jako miasto licznych koncertów i festiwali muzycznych. Miejski chór Hof Yamim, liczący 40 osób, oferuje różnorodny repertuar tradycyjnych pieśni żydowskich. W mieście działają dwie grupy taneczne – imigrantów z Jemenu i Gruzji. Występują one na licznych występach i przeglądach w kraju oraz na całym świecie.
W dawnym arabskim hotelu urządzono Muzeum Aszkelonu (ang. The Ashkelon Khan and Museum), które przedstawia długą historię miasta i gromadzi liczne znaleziska archeologiczne z tego regionu. Jest tutaj wystawiona replika słynnego srebrnego cielca kananejskiego. W muzeum odbywają się liczne wystawy sztuki, pokazy i koncerty, a dla zwiedzających przygotowano prezentacje audio-video w językach angielskim, francuskim i hebrajskim.
W The Outdoor Museum zgromadzono liczne archeologiczne znaleziska z Aszkelonu. Między innymi umieszczono tutaj dwa rzymskie sarkofagi wykonane z marmuru. Są one pięknie ozdobione i są najwspanialszymi sarkofagami pokazywanymi w izraelskich muzeach. Na sarkofagach znajdują się sceny bitwy i polowania, oraz inne słynne sceny znane z mitologii. Poza nimi w muzeum są liczne rzeźby, kolumny itp.
W mieście znajduje się także centrum absorpcji imigrantów Beit Canada Absorption Center.

## Szpitale
W Aszkelonie znajduje się Centrum Medyczne Barzilai (na cześć ministra zdrowia Israel Barzilai)

## Sport
W Aszkelonie jest klub koszykarski Ironi Aszkelon, prowadzący rozgrywki w zawodowej izraelskiej lidze piłki koszykowej.

## Gospodarka

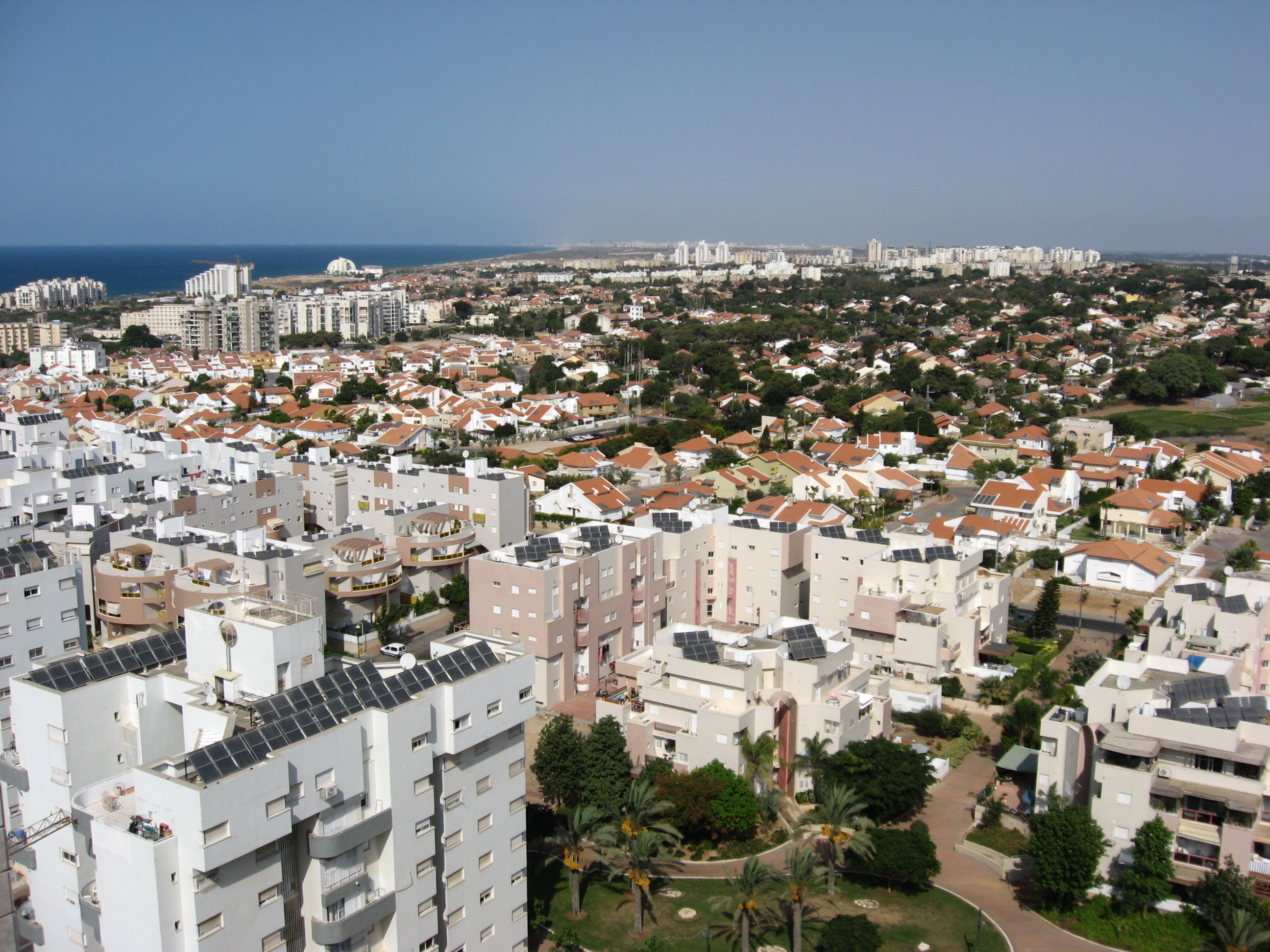
Aszkelon

Aszkelon jest regionalnym centrum biznesu dla całego regionu. W mieście znajdują się trzy strefy przemysłowe, w których działa ponad 40 dużych i średnich przedsiębiorstw. Jest to ważny ośrodek przemysłu spożywczego, samochodowego, elektrotechnicznego, produkcji materiałów budowlanych i chemicznych.
Przedsiębiorstwo Ashot Ashkelon Industries Ltd. jest czołowym izraelskim producentem nowoczesnych technologii dla wojska, lotnictwa i przemysłu kosmicznego. Firma należy do koncernu zbrojeniowego Israel Military Industries Ltd. (IMI) i zatrudnia około 400 pracowników. Firma Ashkelon Grup jest informatyczną agencją detektywistyczną, specjalizującą się w dochodzeniach dotyczących bezpieczeństwa komputerowego. Licencjonowani oficerowie tej firmy oferują konsultacje i ekspertyzy sądowe.
W 1968 nastąpiło oficjalne otwarcie portu Aszkelon. Port powstał przy elektrowni, w odległości około 2 km na południowy zachód od centrum miasta. Specjalizuje się w przeładunku towarów i ropy naftowej. Port posiada połączenie kolejowe Rakewet Jisra’el z całym krajem. Operatorem portu zostało przedsiębiorstwo Eilat-Ashkelon Pipeline Company Ltd., które zarządza także trzema oddzielnymi rurociągami przesyłającymi ropę naftową: z portu Ejlat do portu Aszkelon (długość 254 km), oraz z Aszkelonu do rafinerii w Aszdod i Hajfie.
W 2005 w Aszkelonie uruchomiono największy na świecie zakład odsalania wody morskiej.
Miasto posiada największe w Izraelu możliwości dalszego rozwoju stref przemysłowych, poprzez poszerzanie ich obszaru na terenach wiejskich. Umożliwia to także dobrze rozwinięta infrastruktura oraz wydajna sieć dróg.

## Turystyka

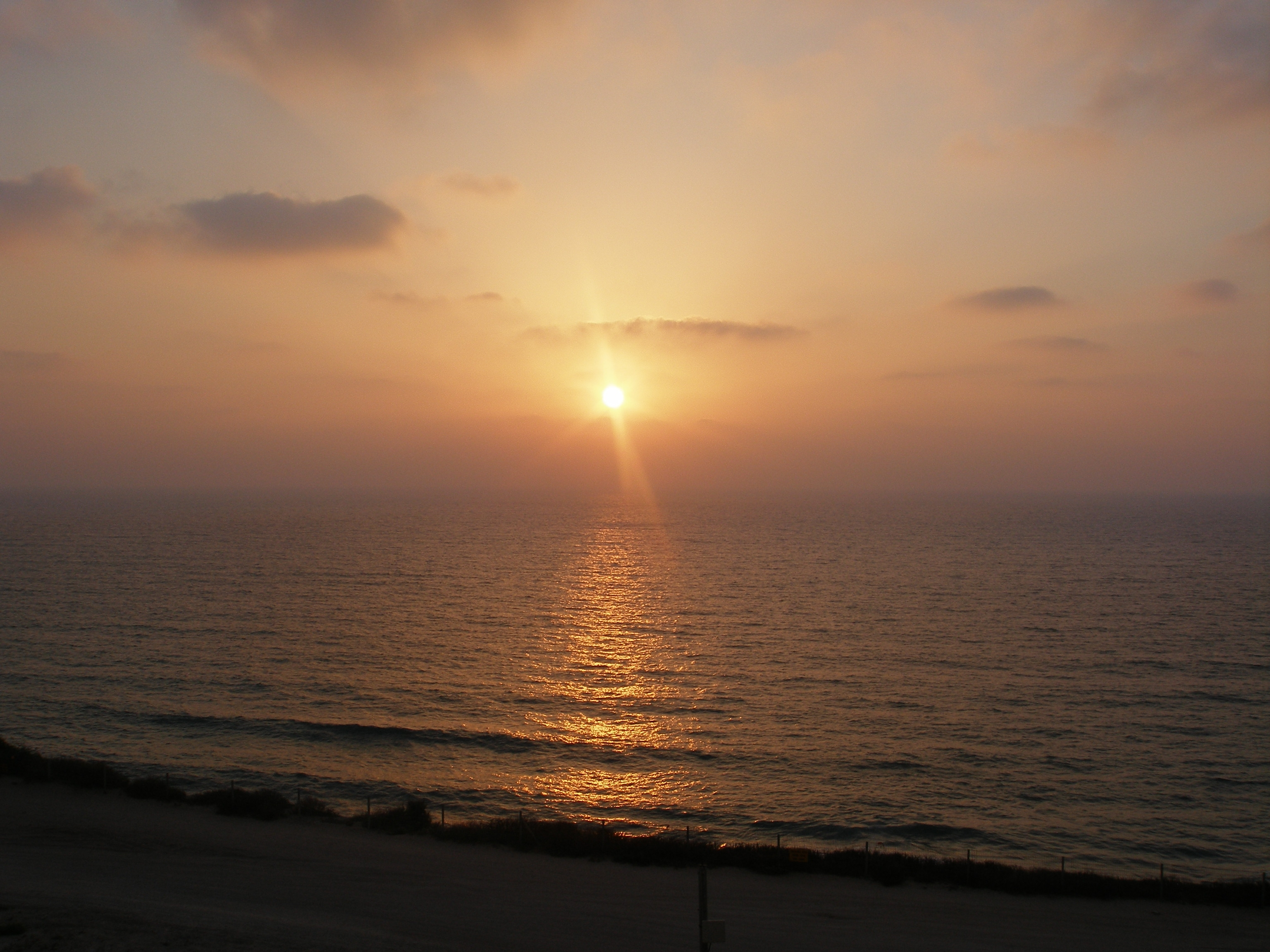
Zachód słońca na plaży w Aszkelonie

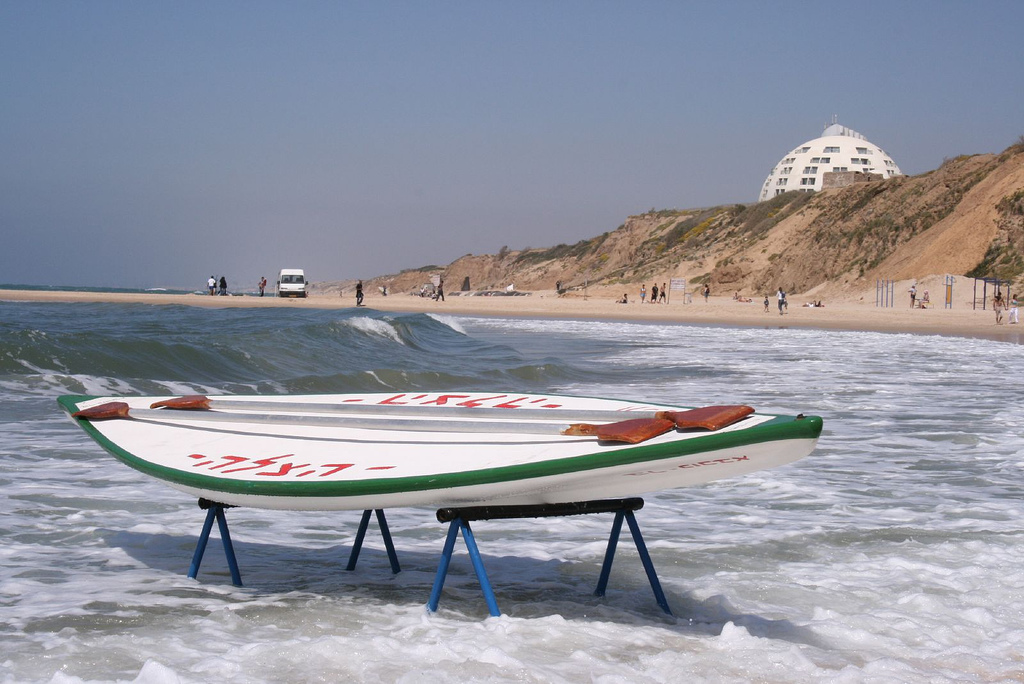
Plaża w Aszkelonie

Stare Miasto (dawne arabskie miasto al-Majdal) stanowi malowniczą dzielnicę z wąskimi uliczkami przy których tętnią życiem sklepy, targowiska, restauracje, kawiarnie, galerie sztuki i wystawy sztuki. W północnej części Starego Miasta znajdują się muzea archeologiczne miasta.
Tuż przy południowej granicy miasta znajduje się Park Narodowy Aszkelon, obejmujący nadmorskie wydmy oraz ruiny starożytnych budowli. W samym centrum parku wznosi się wzgórze z imponującymi ruinami z okresu Rzymian. Na szczególną uwagę zasługują ruiny bizantyjskiego kościoła z IV wieku z zachowanymi marmurowymi kolumnami i mozaikowymi posadzkami. Kościół został zniszczony przez Arabów w VII wieku.
Jednak największym walorem turystycznym Aszkelonu są wspaniałe 10-km plaże, które przyciągają turystów z kraju i zagranicy. Można tutaj uprawiać wszystkie sporty wodne. Od niedawna miasto promuje się jako stolica wakacyjna Izraela. W związku z tym wybudowano pięć nowoczesnych hoteli i liczne mniejsze ośrodki wypoczynkowe, oferujące turystom wszelkiego rodzaju rozrywki. Znajduje się tutaj aquapark Ashkeluna, kręgielnie, korty tenisowe, baseny kąpielowe, restauracje i puby.
Marina Aszkelon jest jedną z największych w Izraelu przystani dla jachtów. Może ona pomieścić do 600 jachtów o głębokości zanurzenia od 4 do 6 m. Marina znajduje się pomiędzy dwoma najlepszymi plażami Aszkelonu (Delila i Bar-Kochba) u podnóża pięknego klifu nadmorskiego. Organizuje się tutaj liczne międzynarodowe regaty żeglarskie.
Na przybrzeżnej rafie piaskowcowej w pobliżu Aszkelonu stworzono park podwodny. Nurkujący turyści mogą oglądać zatopione starożytne statki (z późnej epoki brązu – około 3200 lat temu) w otoczeniu wodorostów i ławic ryb.
Na wzgórzach górujących nad północnymi plażami Aszkelonu wznosi się grobowiec szejka z XIII wieku.

## Transport
Wzdłuż wschodniej granicy miasta przebiega droga ekspresowa nr 4 , która w pobliżu stacji kolejowej Aszkelon krzyżuje się z drogami ekspresowymi nr 35 i nr 3.
We wschodniej części miasta, na terenie strefy przemysłowej Aba Hillel Silber, znajduje się stacja kolejowa Aszkelon. Pociągi z Aszkelonu jadą do Lod, Tel Awiwu, Binjamina-Giwat Ada, Netanii i Aszdod.

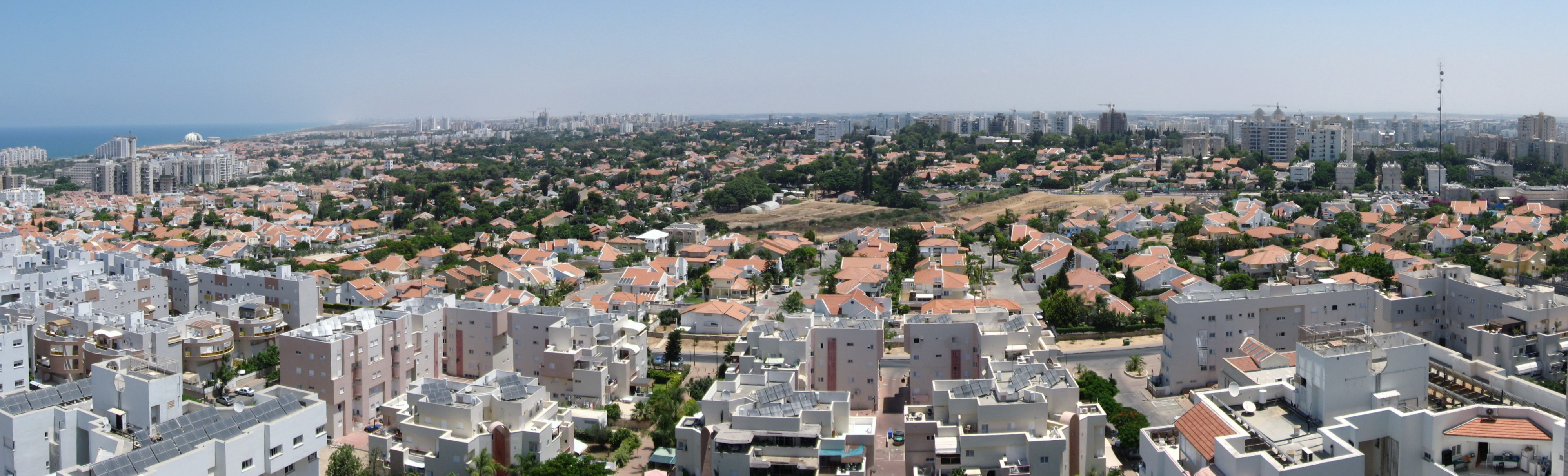
Panorama Aszkelonu

## Miasta partnerskie
- Iquique (Chile)
- Xingyang (Chiny)
- Aix-en-Provence (Francja)
- Kutaisi (Gruzja)
- Côte Saint-Luc (Kanada)
- Sopot (Polska)
- Baltimore (USA)
- Portland (USA)
- Entebbe (Uganda)